# Trauma (Psicologi)
Trauma è il secondo album in studio del duo italiano Psicologi, pubblicato il 29 aprile 2022 da Universal Music e Bomba Dischi.

## Tracce
1. Pagine – 2:55
2. Fiori morti – 2:16
3. Tutto bene – 3:19
4. Umore (feat. Ariete) – 2:36
5. Colore – 2:43
6. Libero (feat. Franco126) – 3:50
7. Acido – 3:30
8. Medicine – 2:30
9. 1312 – 2:45
10. Sui muri – 3:01

Traccia bonus nella riedizione streaming
1. NLFP (feat. Tha Supreme) – 2:38

## Classifiche

### Classifiche settimanali
| Classifica (2022) | Posizione massima |
| ----------------- | ----------------- |
| Italia            | 2                 |

### Classifiche di fine anno
| Classifica (2022) | Posizione |
| ----------------- | --------- |
| Italia            | 74        |